# Диалогический принцип
Диалоги́ческий при́нцип в канадском конституционном праве — приём интерпретации Канадской хартии прав и свобод, в соответствии с которым судебное рассмотрение законодательства является составной частью диалога между законодательными органами и судами. В частности, он предусматривает внесение изменений и совершенствование законодательства в соответствии с ранее вынесенными судебными решениями, в том числе при оспаривании отдельных положений нового закона в судебном порядке.
Этот подход был введён конституционалистом Питером Хоггом. Однако этот принцип является спорным, так как стремится оправдать то, что многие критики называют судебным экстремизмом.